# New Germany (Minnesota)
New Germany ist ein Ort im Carver County im US-Bundesstaat Minnesota. Das U.S. Census Bureau hat bei der Volkszählung 2020 eine Einwohnerzahl von 464 ermittelt.

## Geografie
Nach den Angaben des United States Census Bureaus hat die City eine Fläche von 1,7 km², die vollständig auf Land entfällt. Die County Roads 30 und 33 sind zwei der Hauptstraßen in New Germany, Minnesota State Route 7 führt am Ort vorbei.

## Demografische Daten
Zum Zeitpunkt des United States Census 2000 bewohnten New Germany 346 Personen. Die Bevölkerungsdichte betrug 205,5 Personen pro km². Es gab 147 Wohneinheiten, durchschnittlich 87,3 pro km². Die Bevölkerung von New Germany bestand zu 97,69 % aus Weißen, 0,87 % Schwarzen oder African American, 0,29 % Native American, 1,16 % gaben an, zwei oder mehr Rassen anzugehören. 
Die Bewohner New Germanys verteilten sich auf 143 Haushalte, von denen in 27,3 % Kinder unter 18 Jahren lebten. 55,9 % der Haushalte stellen Verheiratete, 5,6 % hatten einen weiblichen Haushaltsvorstand ohne Ehemann und 33,6 % bildeten keine Familien. 31,2 % der Haushalte bestanden aus Einzelpersonen und in 19,6 % aller Haushalte lebte jemand im Alter von 65 Jahren oder mehr alleine. Die durchschnittliche Haushaltsgröße betrug 2,42 und die durchschnittliche Familiengröße 3,98 Personen.
Die Bevölkerung verteilte sich auf 23,7 % Minderjährige, 7,5 % 18–24-Jährige, 31,8 % 25–44-Jährige, 17,9 % 45–64-Jährige und 19,1 % im Alter von 65 Jahren oder mehr. Das Durchschnittsalter betrug 37 Jahre. Auf jeweils 100 Frauen entfielen 87 Männer. Oder genau 249 Frauen und 215 Männer. Bei den über 18-Jährigen entfielen auf 100 Frauen 94,1 Männer.
Das mittlere Haushaltseinkommen in New Germany betrug 36.094 US-Dollar und das mittlere Familieneinkommen erreichte die Höhe von 45.625 US-Dollar. Das Durchschnittseinkommen der Männer betrug 29.750 US-Dollar, gegenüber 24.545 US-Dollar bei den Frauen. Das Pro-Kopf-Einkommen in New Germany war 16.314 US-Dollar. 14,4 % der Bevölkerung und 9,5 % der Familien hatten ein Einkommen unterhalb der Armutsgrenze, davon waren 17,5 % der Minderjährigen und 33,8 % der Altersgruppe 65 Jahre und mehr betroffen.

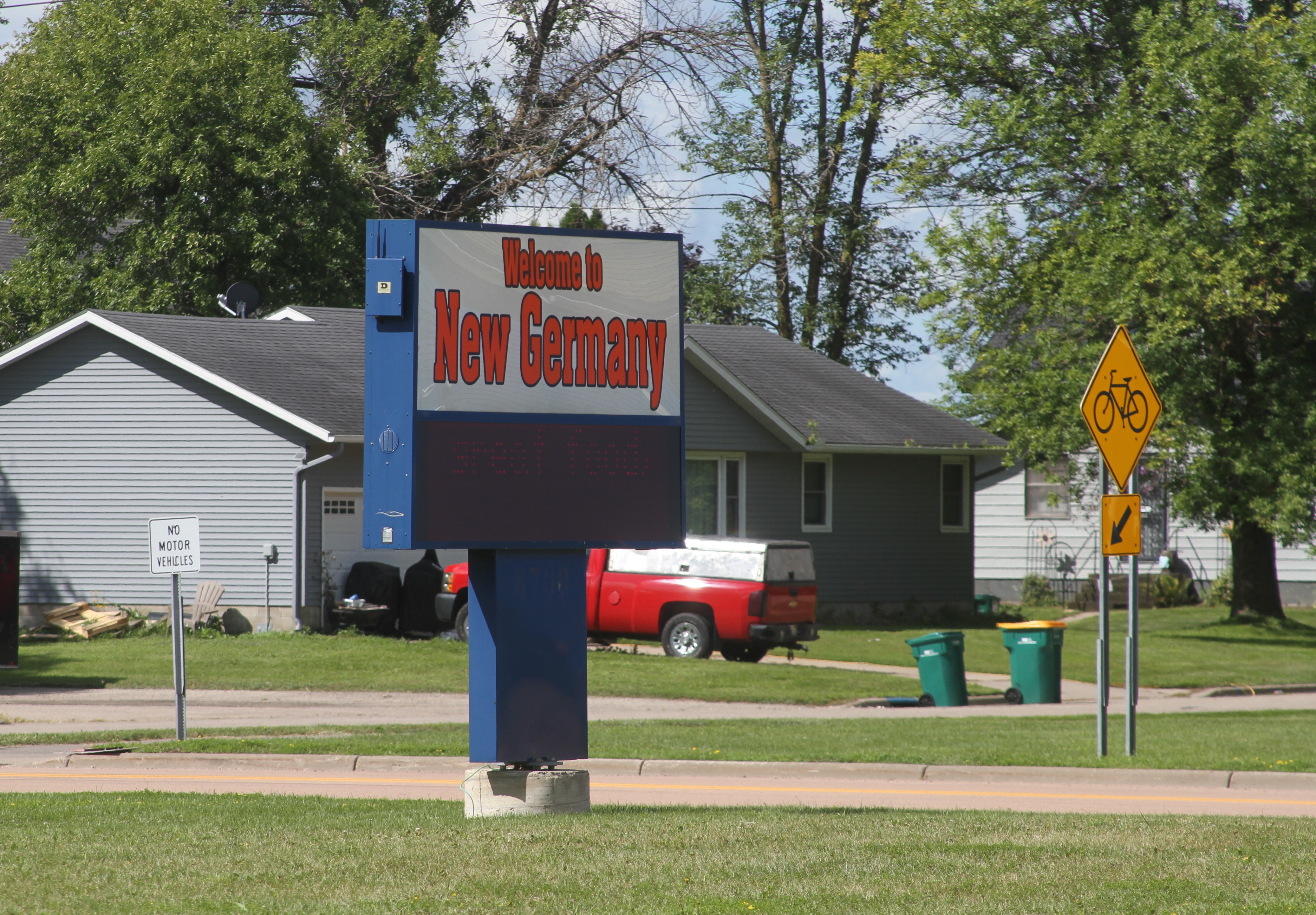
Welcome to New Germany (2024)
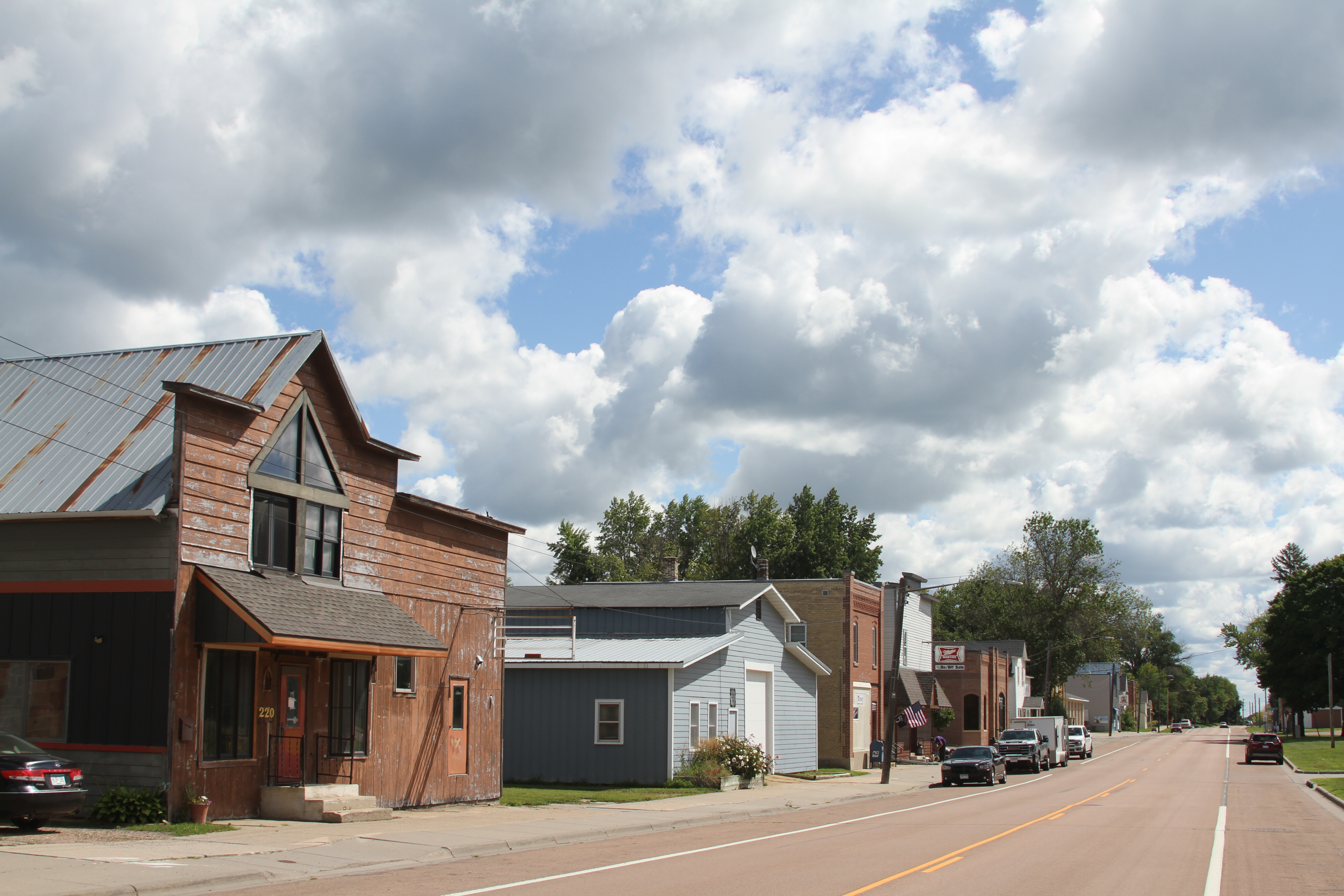
Broadway Street (2024)
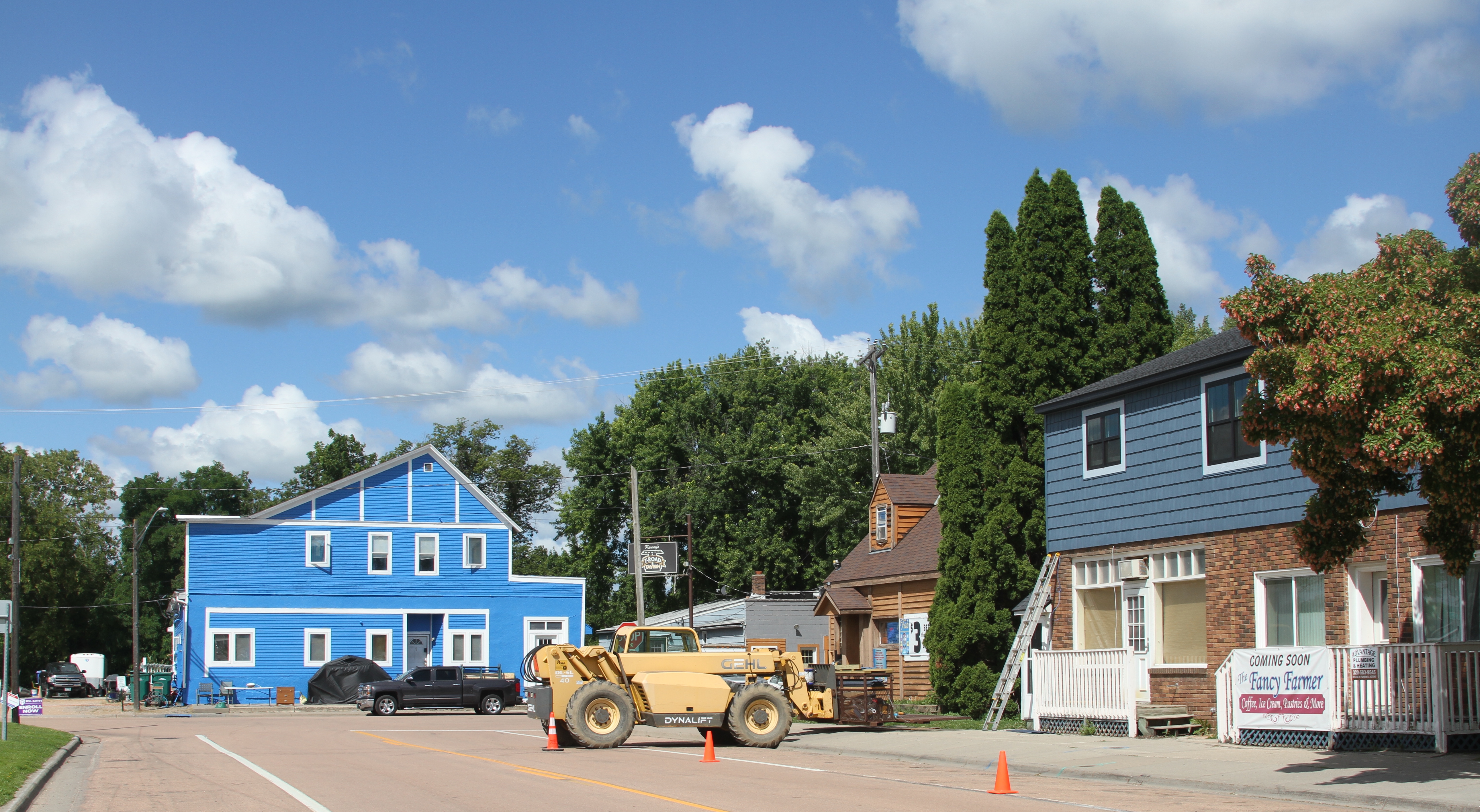
Broadway Street to State Avenue (2024)
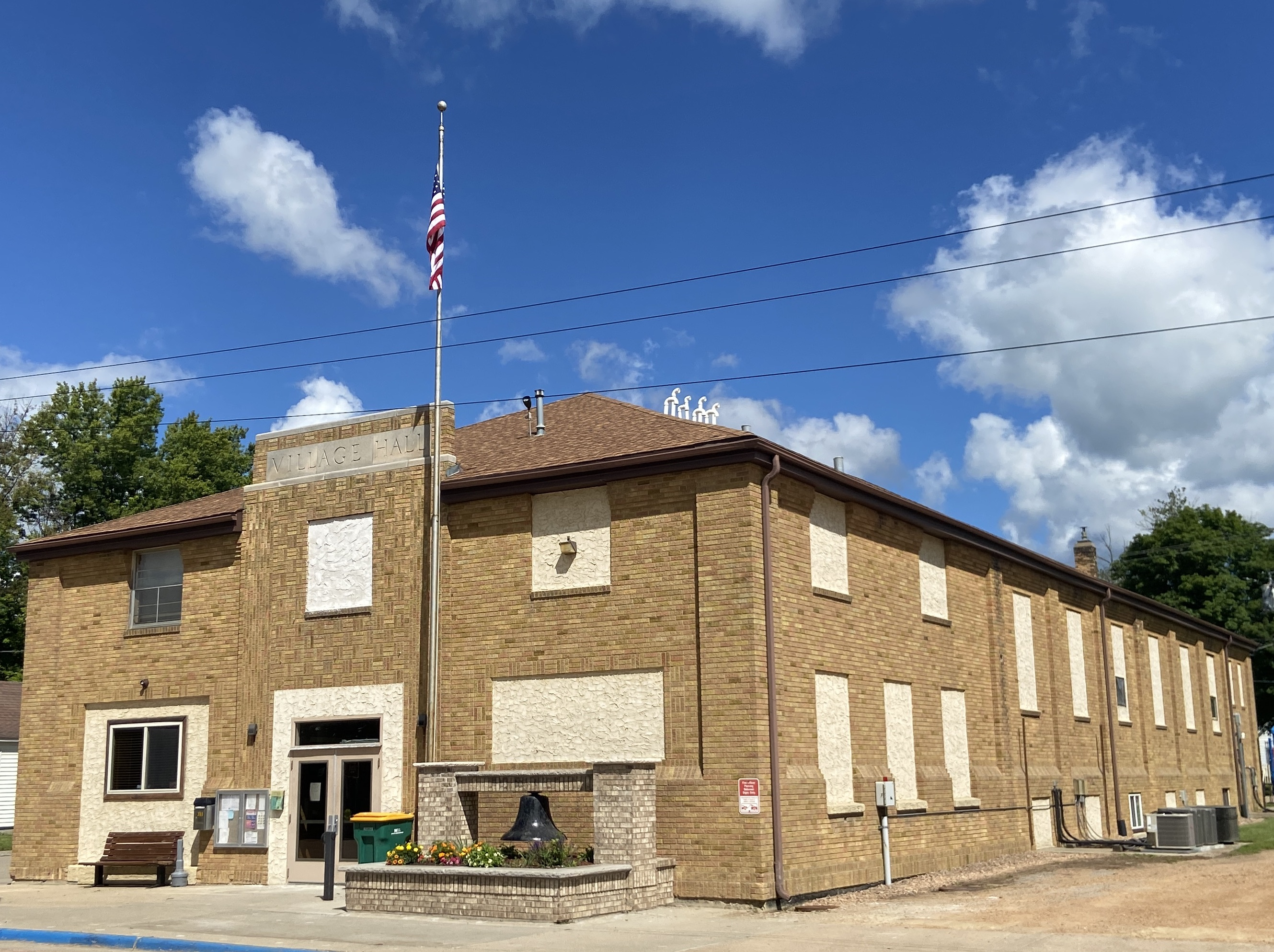
Village Hall (2024)
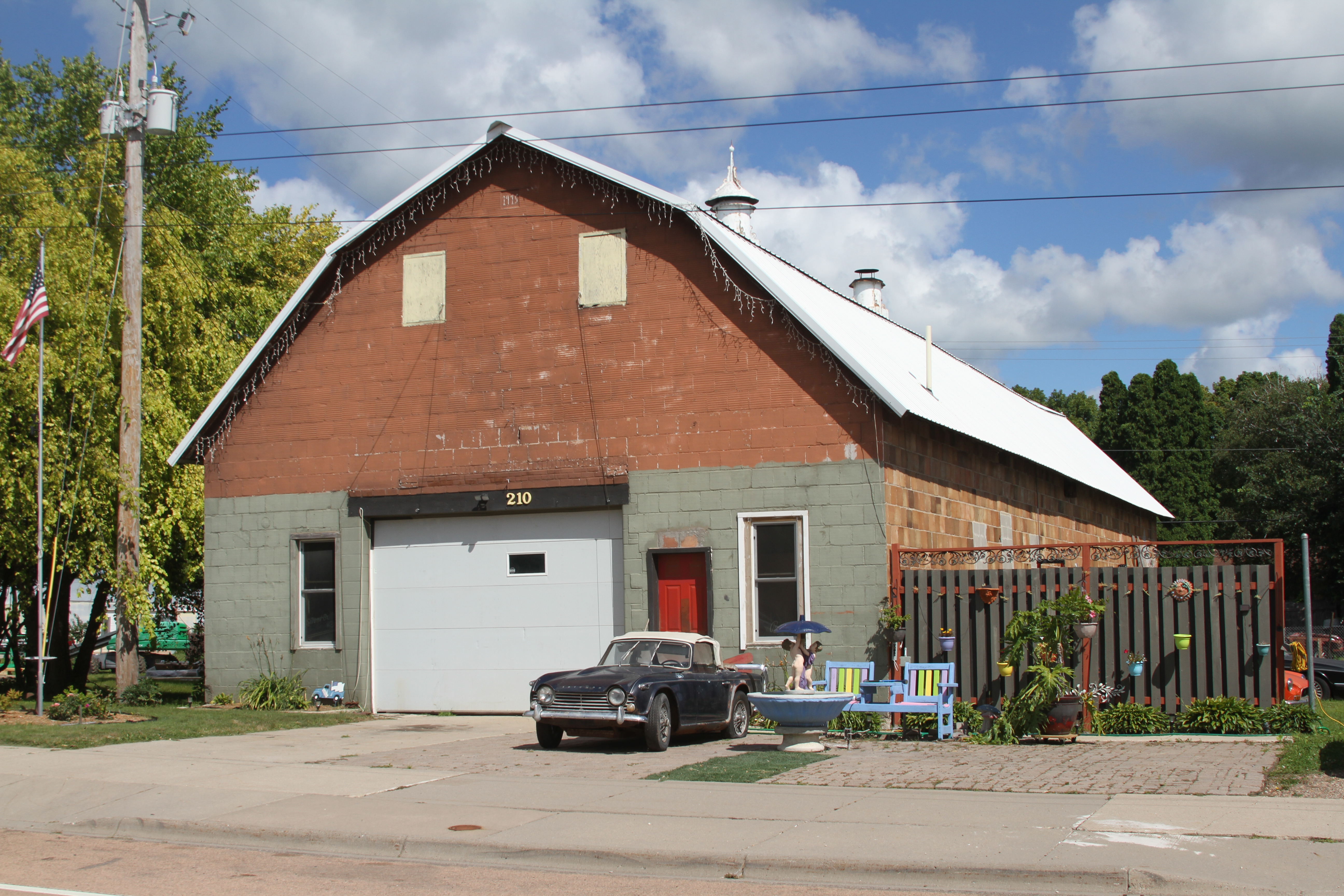
Barn building (2024)
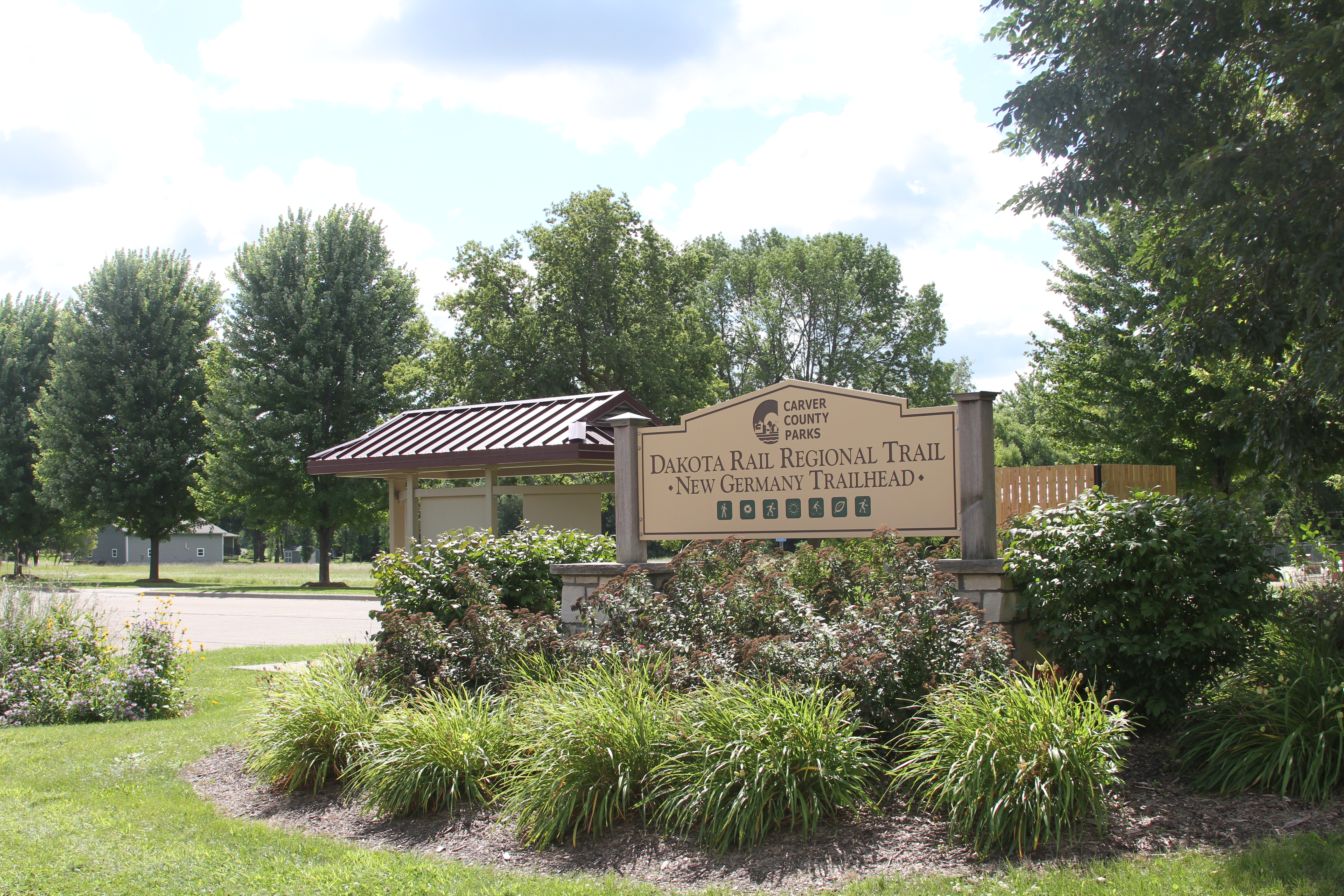
Dakota Rail Regional Trail (2024)